# Dirk Oosterveer
Johannes Theodorus (Dirk) Oosterveer (Wassenaar, 7 augustus 1900–Leidschendam, 16 februari 1976) was een beroemde Nederlandse golfprofessional in het begin van de 20ste eeuw. Hij was de broer van Jacob Oosterveer.
Op 15 september 1937 speelt hij een wedstrijd waarbij amateurs tegen professionals spelen op de Oude Amsterdamsche. Hij maakt een ronde van 72, wat in die tijd twee slagen onder par is. Deze score wordt geëvenaard door Bib van Lanschot, die handicap 4 heeft.

## Overwinningen
- Dutch Open in 1919 met een score van 158 op de Haagsche Golf.
- Nationaal Open: 1929
- PGA kampioenschappen in 1932, 1933, 1934 en 1939